# Miercurea-Ciuc
Miercurea-Ciuc (tysk: Szeklerburg, ungarsk: Csíkszereda) er en by i den østlige del af Transsylvanien (Rumænien). Byen ligger i midten af Ciucer-Bækkenet (Csíki-Medence) mellem de vulkanske Hargitabjerge og Ciucergebjergene.
Byen havde i 2003 ca. 41.800 indbyggere, hvoraf mere end 80 % szekler.